# Dryaderces
Dryaderces (лат.) — род бесхвостых земноводных из семейства квакш. Родовое название произошло от др.-греч. dryad — «дерево» и aderces — «невидимый», что означает «незаметный на дереве». Являются сестринской группой рода Osteocephalus, в который ранее включались представители данного рода.

## Описание
Это лягушки среднего размера. Взрослые самцы могут достигать длины 50 мм, а взрослые самки 68 мм. Размножаются в прудах. У самцов спина в бугорках.

## Распространение
Оба вида встречаются в Боливии и Бразилии.

## Классификация
На декабрь 2022 года в род включают 2 вида:
- Dryaderces inframaculata (Boulenger, 1882)
- Dryaderces pearsoni (Gaige, 1929) — Сетчатобрюхий костноголов